# Асцатрян Єгіше Тевосович
Єгіше Тевосович Асцатрян (3 вересня 1911, село Чартар Шушинського повіту Єлизаветпольської губернії, тепер Мартунинського району, Азербайджан — 2 грудня 2008, місто Єреван, Вірменія) — вірменський радянський діяч, секретар ЦК КП Вірменії, заступник голови Ради міністрів Вірменської РСР. Депутат Верховної ради Вірменської РСР 4—5-го, 7—11-го скликань. Депутат Верховної ради СРСР 6-го скликання. Кандидат технічних наук (1967).

## Життєпис
Народився 3 вересня (21 серпня) 1911 року в селі Чартар Єлизаветпольської губернії (нині Мартунинського району Нагірного Карабаху) в багатодітній родині муляра Тевоса Асцатряна. В офіційних джерелах радянського часу роком народження Єгіше Асцатряна вказували 1914 рік, як помилково було зазначено в його паспорті.
Початкову освіту Егіше Асцатрян здобував спочатку в сільській школі села Чартара, потім в семирічній школі міста Мартуні, яку закінчив з відзнакою. Потім переїхав до міста Баку, де навчався у вірменській середній школі.
У 1932—1938 роках — студент Закавказького індустріального інституту в місті Тбілісі, здобув спеціальність гірничого інженера.
У 1938—1939 роках — начальник дільниці, старший інженер, заступник головного інженера шахти № 19 Донецького вугільного басейну.
У 1939 році, з початком боїв на Халхін-Голі, Асцатрян був призначений головним інженером групи у складі 124 спеціалістів і направлений до Монгольської Народної Республіки. Група перебувала в розпорядженні 57-го окремого корпусу РСЧА під командуванням комкора Георгія Жукова та займалася організацією експлуатації вугільних шахт для забезпечення армії паливом і будівництвом інших військових об'єктів. Після закінчення військового конфлікту — головний інженер гірничорудного тресту в місті Улан-Баторі (столиці Монголії).
У 1940—1946 роках — радник Ради народних комісарів (з 1946 року — Ради міністрів) Монгольської Народної Республіки з промисловості і будівництва. Член ВКП(б) з 1944 року.
У 1946 році переїхав до Москви, де працював завідувачем відділу науково-технічного інституту Міністерства вугільної промисловості СРСР.
Потім призначений заступником начальника будівництва Канакерського алюмінієвого заводу Вірменської РСР. До 1950 року — начальник будівництва і директор Канакерського алюмінієвого заводу.
У 1950—1952 роках — заступник завідувача відділу важкої промисловості та будівництва ЦК КП(б) Вірменії. Закінчив Вищу партійну школу при ЦК ВКП(б).
У 1952 — квітні 1953 року — секретар Єреванського окружного комітету КП Вірменії з питань промисловості, будівництва та транспорту.
У квітні 1953 — 1954 року — 1-й секретар Сталінського (Ленінського) районного комітету КП Вірменії міста Єревана.
У 1954—1960 роках — завідувач відділу промисловості і транспорту ЦК КП Вірменії.
15 лютого 1960 — 22 грудня 1962 року — голова Ради народного господарства (раднаргоспу) Вірменської РСР — міністр Вірменської РСР.
24 грудня 1962 — 5 лютого 1966 року — секретар ЦК КП Вірменії.
Одночасно 24 грудня 1962 — 23 грудня 1965 року — голова Комітету партійно-державного контролю ЦК КП Вірменії та РМ Вірменської РСР — заступник голови Ради міністрів Вірменської РСР.
23 грудня 1965 — 12 липня 1976 року — голова Комітету народного контролю Вірменської РСР.
12 липня 1976 — 30 листопада 1978 року — начальник Головного управління матеріально-технічного постачання Ради міністрів Вірменської РСР.
30 листопада 1978 — 8 січня 1986 року — голова Державного комітету Ради міністрів Вірменської РСР з матеріально-технічного постачання.
З січня 1986 року — персональний пенсіонер у місті Єревані.
Помер 2 грудня 2008 року в Єревані. Похований у Єреванському міському пантеоні.

## Нагороди
- орден Святого Месропа Маштоца (Вірменія, 20.09.2004)
- орден Леніна (20.05.1966)
- два ордени Трудового Червоного Прапора (9.08.1958, 1971)
- орден Дружби народів (12.06.1981)
- орден Полярної Зірки (Монгольська Народна Республіка, 1945)
- орден Трудового Червоного Прапора (Монгольська Народна Республіка, 1943)
- медаль «За трудову доблесть»
- медаль «За перемогу над Японією»
- медалі